# Kostiantyniwka (rejon romanowski)
Kostiantyniwka (ukr. Костянтинівка) – wieś na Ukrainie, w obwodzie żytomierskim, w rejonie romanowskim. W 2001 roku liczyła 217 mieszkańców.